# (有) 椎名百貨店
『(有) 椎名百貨店』（ゆうげんがいしゃ しいなひゃっかてん）は、『週刊少年サンデー増刊号』（小学館）に1990年4月号から1991年5月号にかけて全14話に渡って毎月連載された椎名高志の漫画作品である。
本稿では、単行本化に際して併録された作品についても併せてここで扱う。

## 概要
毎回、ジャンルの異なる読切作品を掲載する連載形式を採っており、この中の一編である「極楽亡者」（第12話）から『週刊少年サンデー』本誌に連載された『GS美神 極楽大作戦!!』が派生した。
また、『(有) 椎名百貨店』は、椎名高志により小学館から刊行された単行本のタイトルでもあるが、この場合、連載作品としての『(有) 椎名百貨店』の内11話分に、同タイトル以外で発表された作品（下記、併録作品参照）も加えて収録されている。またその登場人物を『GS美神』にゲスト出演させたりもしている。
短編集は、『(有) 椎名百貨店 (超) GSホームズ 極楽大作戦!!』・『(有) 椎名大百貨店』へと続いている。

## 連載された作品
『週刊少年サンデー増刊号』に掲載された作品は以下の通り。★は単行本未収録作品。「極楽亡者」のみ、『GS美神 極楽大作戦!!』の単行本に収録。
一覧
1. ポケットナイト（1990年4月号掲載）
2. マリちゃんたすけて!（5月号掲載）
3. ★眠る牙（6月号掲載）
4. 乱破S.S.（7月号掲載）
5. ポケットナイト 2（8月号掲載）
6. ★フォワード（9月号掲載）
7. 長いお別れ（10月号掲載）

1. バンパイア・シティー（11月号掲載）
2. ポケットナイト 3（12月号掲載）
3. 乱破S.S. 2（1991年1月号掲載）
4. はじめてのおつきあい（2月号掲載）
5. 極楽亡者（3月号掲載）
6. 発展途上帝国MORO（4月号掲載）
7. 乱破S.S. 3（5月号掲載）

ポケットナイト
「ポケットナイト」、「ポケットナイト2」、「ポケットナイト3」の計3作をそれぞれ『週刊少年サンデー増刊号』1990年4月号、8月号、12月号に掲載。ページ数はいずれも30ページ。本作をモデルとした話が、『絶対可憐チルドレン』に登場する。
母を亡くして父親と二人暮しをしている小学生の女の子・小田切あゆみと、そんな彼女の下に転がり込んできた人語を解するネズミのムラマサ。ムラマサは生物研究所から脱走してきた生物兵器だった。本作は、そんな1人と1匹を巡って巻き起こる（ささやかな）事件を描いた、ハートウォーミングなコメディ作品。
マリちゃんたすけて!
『少年サンデー増刊号』5月号に掲載。32ページ。
主人公マリー・アンダーソンは、捜査官としてコメリカ連邦捜査局に配属される。彼女の父親も連邦捜査官であったが、幼い頃に殉職していた。彼女は、父の形見である銃を手にその遺志を継ぐべく… …というシリアスな設定だが、相棒のオークビレジ捜査官以外は、まともなキャラクターがほぼ皆無というナンセンス・ギャグ漫画。
眠る牙
『少年サンデー増刊号』1990年6月号に掲載され、ホラーの要素も加味された伝奇漫画となっている。現在のところ、既刊のいずれの単行本においても未収録である。30ページ。
主人公犬塚は、奇妙な夢にうなされ続けていた。夢の中では、彼は狼として存在し、そして彼を「牙」と呼ぶ少女がその傍にいた。その夢の中の少女〜「牙使い」のダナーン〜が、現実の犬塚の前に現れた時、彼は神聖獣「牙」として己の敵と対峙していく。
乱破S.S.
全6作のギャグコメディ。うち3作が『少年サンデー増刊号』1990年7月号、1991年1月号、5月号に掲載。『(有) 椎名百貨店』の連載終了後も集中連載として3作が発表された。
主人公・伊能せいこうは目立つことを極端に嫌い、日々を静かにすごしている小学生の男の子。そんな彼の家に「乱破」と名乗る二人の姉弟・氷雅と妖岩がやってきたことから巻き起こる騒動を描く。
フォワード
『少年サンデー増刊号』1990年9月号に掲載。これも既刊のいずれの単行本においても未収録となっている。学校のバスケットボール部を舞台にした青春物。
長いお別れ
『少年サンデー増刊号』1990年10月号掲載に掲載。タイムトラベルを素材にしたギャグコメディ。30ページ。
神社で巫女のバイトをしている加代子と、同じく社務所でバイトしているボーイフレンドの凡能くん。その神社に考古学者の柳国と名乗る男が、ある目的を持って現れる。その時、彼ら一同の前に出現したのは、遠い昔の（本職の）巫女さんとロボットの土偶羅魔具羅（ドグラマグラ）、そして一頭の竜であった。
土偶羅魔具羅のキャラクターは後の『GS美神 極楽大作戦!!』でも流用され、また同作品のアシュタロス編のエピローグのサブタイトルもこの作品と同じ名称である。
バンパイア・シティー
『少年サンデー増刊号』1990年11月号に掲載。「眠る牙」に続くシリアス色の強い妖怪退治物。30ページ。
その世界では吸血鬼は、ごく当たり前に存在していた。彼らは人類の天敵として取り締まりの対象とされ、WHO には吸血鬼取締課までも存在していた。吸血鬼の少女阿麗（アーリー）は、そんな WHO 直属の吸血鬼Gメン十字に逮捕されるが、ある取引を持ちかけられる。彼の狙いは大物吸血鬼のストーカー…かくして奇妙なコンビが結成される。
はじめてのおつきあい
『少年サンデー増刊号』1991年2月号に掲載。30ページの中で綺麗にまとめられたSF漫画。
奇妙な犬を連れた小さな女の子と、好きな娘に告白したいのになかなか踏み切れない中学生の筒井くん。2人の邂逅が、お互いに夢見ていた「おつきあい」を紡ぎ出してゆく。
極楽亡者
『少年サンデー増刊号』1991年3月号に掲載。『GS美神 極楽大作戦!!』のパイロット版的作品で、同作品の単行本に収録されている。
発展途上帝国MORO
『少年サンデー増刊号』1991年4月号に掲載。30ページ。映画『ドクター・モローの島』のパロディだが、マッドサイエンティスト未満でしかない茂呂の振る舞いが微笑ましい、SFコメディ。
主人公真友康則は、親の仕事の都合で、ある島に引っ越すことになった。その島で彼は、少年茂呂と出会う。茂呂の屋敷には奇天烈なメカが貯め込まれていたが、茂呂はそれらを使いこなせていなかった。こうして真友クンの少しマトモでない毎日が始まった。

## 併録作品
『(有) 椎名百貨店』が単行本化された際に、以下の5作品が併せて収録された。

### Dr.椎名の教育的指導!!
オムニバス形式の4コマ漫画で、椎名高志のデビュー作である。『週刊少年サンデー』1989年第14号にて掲載。その後も同誌に不定期で掲載され、1990年第34号まで合計12回分が掲載された。

### 電化製品に乾杯!
『週刊少年サンデー増刊号』1989年8月号に掲載。アンドロイドが電器店で入手できるようになった近未来に、とある電器店で女性型アンドロイド・ミソッカス90Fを手に入れた若者の話。ミソッカスは椎名高志のホームページに掲載されたWEBコミック「看板娘行進曲」、「家電少女MISOCCUS」にも登場する。

### オール･ザット･ギャグ
『週刊少年サンデー』1989年43号掲載。
あらすじ
父の頼みを聞いていやいやながらも、正体を隠して舞台に立つ藤本ゆかり。ある時、それを同じ学校の藍方圭介に目撃されてしまう。
登場人物
- 藤本ゆかり

藤本興業の社長を父に持つため、舞台に立たされることがある。天才的なボケの才能の持ち主。高校3年。
- 藍方圭介

芸人を神様と思うほどのお笑い好き。ツッコミで、ボケ役を探していた。高校1年。
用語
- 藤本興業

かつては、「お笑い帝国」とまで呼ばれたお笑い芸能事務所。吉本興業のパロディ。

### ゴリガン
『週刊少年サンデー』1993年（平成5年）16号に掲載。宇宙で力を持つ王族が地球へ亡命に来るという話は『一番湯のカナタ』のプロットと共通しており、主人公が幼少期にいい宇宙人に助けられるという設定も共通している。また、宇宙船のデザインなども引用されている。家老など、江戸時代や戦国時代に使われていた用語を使い、その地位を示している。
あらすじ
かつて、幼少期に「ゴリガン」によって助けられた天野勝也は、「ゴリガン」の家に通うようになる。あるとき、「ゴリガン」の家付近で起きた大爆発で、勝也はそこへ向うが……。
登場人物
- 天野勝也

かつて、幼少期に「ゴリガン」によって銀行強盗の手から助けられた過去を持つ。
- ゴーリキ/剛力

本名は、ゴーリキ。実は、男爵の地位を持つ宇宙人。地球では剛力と名乗っているが、「ゴリガン」の通称で呼ばれている。
- サオリ・マホロバ

マホロバ藩星第726王女。
- フィンク

言葉を話す鳥。
用語
- 銀河系

かつては戦争が絶えなかったが、5000年前に大銀河神聖将軍家によって統一され、今は大銀河神聖幕府とその配下の藩によって構成されている。
- マホロバ藩

太陽系を含む直系150光年を管理する藩。悪家老によりクーデターが起こされてしまう。

### のんぽり魂
『ビッグコミックオリジナル増刊』1990年11月5日号に「のんぽり魂 1」が、1991年4月28日号に「のんぽり魂 2」が掲載された。ともにオムニバス形式となっており、それぞれの掲載エピソードは以下の通り。
のんぽり魂 1
- 人間交差点

十分な条件の家庭を持ちながら、なぜか満たされない男の話。『人間交差点』のパロディ。
- 痴人の愛

人魚との恋を描いた作品。『GS美神 極楽大作戦!! 』でこの作品のネタが引用されている。
- スティング

グアムまで2万5千円という詐欺を行う旅行会社の話。
- 愛は不条理に

ある日、美女へ変身してしまった男の話。
- はるかなる山の呼び声

とある戦国武将の話。
のんぽり魂 2
- CHARIOTS OF FIRE

車でナンパを行う男の話。
- 流れよ、我が涙

スーパーパワーを持った男の話。
- とんちでGO!

子供が生めない女性の話。
- CHARIOTS OF FIRE II

「CHARIOTS OF FIRE」の続編。

## 単行本情報
少年サンデーコミックス（小学館）全3巻
1. 第1巻 初版発行：1991年6月15日 ISBN 4-09-122571-3
  - ポケットナイト
  - ポケットナイト 2
  - ポケットナイト 3
  - 電化製品（アンドロイド）に乾杯!
  - 長いお別れ
  - Dr.椎名の教育的指導!!
2. 第2巻 初版発行：1991年8月15日 ISBN 4-09-122572-1
  - 乱破S.S.
  - 乱破S.S. 2
  - 乱破S.S. 3
  - オール・ザット・ギャグ
  - マリちゃんたすけて!
  - Dr.椎名の教育的指導!!
3. 第3巻 初版発行：1994年3月15日 ISBN 4-09-122573-X
  - 乱破S.S. 4
  - 乱破S.S. 5
  - 乱破S.S. 6
  - 発展途上帝国MORO
  - ゴリガン
  - バンパイア・シティー
  - はじめてのおつきあい
  - Dr.椎名の教育的指導!!
  - のんぽり魂

少年サンデーコミックス ワイド版（小学館）全1巻
1. 第1巻 初版発行：2000年1月15日 ISBN 4-09-125841-7
  - 収録作品：少年サンデーコミックス全3巻に収録の全タイトル